# 利亞利亞瓦山
17°3′54″S 69°32′42″W / 17.06500°S 69.54500°W
利亞利亞瓦山（Llallawa），是秘魯的山峰，位於該國東南部普諾大區，由卡帕索區和皮薩科馬區負責管轄，屬於安地斯山脈的一部分，海拔高度5,000米。